# Кайгородова, Анна Викторовна
А́нна Ви́кторовна Кайгоро́дова (род. 1 февраля 1983), в девичестве Ге́флих — российская легкоатлетка, специалистка по бегу на короткие дистанции. Выступала на профессиональном уровне в 2003—2011 годах, член сборной России, обладательница бронзовой медали Универсиады в Шэньчжэне, победительница и призёрка первенств всероссийского значения, участница ряда крупных международных стартов, в том числе чемпионата мира в Берлине. Представляла Волгоградскую область и Удмуртию. Мастер спорта России международного класса. Тренер по лёгкой атлетике.

## Биография
Анна Гефлих родилась 1 февраля 1983 года. Окончила Институт физической культуры и спорта Удмуртского государственного университета.
Занималась лёгкой атлетикой в Волгограде у Владимира Николаевича Типаева и в Ижевске у Николая Зотовича Феофилактова.
Впервые заявила о себе на всероссийском уровне в сезоне 2003 года, когда на молодёжном чемпионате России в Чебоксарах дошла до полуфинала в беге на 100 метров и стала шестой в беге на 200 метров.
Будучи студенткой, в 2007 году представляла страну на Всемирной Универсиаде в Бангкоке — выступила на предварительном квалификационном этапе эстафеты 4 × 100 метров, при этом в финале россиянки заняли четвёртое место.
В 2008 году на зимнем чемпионате России в Москве выиграла бронзовую и серебряную медали в беге на 60 и 200 метров соответственно, тогда как на летнем чемпионате России в Казани с командой Волгоградской области завоевала серебряную награду в эстафете 4 × 100 метров.
В 2009 году на зимнем чемпионате России в Москве получила серебро в 60-метровом беге и одержала победу на дистанции 200 метров. В составе российской национальной сборной стартовала на чемпионате Европы в помещении в Турине, где в финале 60-метровой дисциплины финишировала четвёртой. Позднее на летнем чемпионате России в Чебоксарах стала серебряной призёркой в беге на 100 метров и победила в эстафете 4 × 100 метров. Благодаря череде удачных выступлений удостоилась права защищать честь страны на чемпионате мира в Берлине — в программе 100 метров дошла до стадии четвертьфиналов. Также в этом сезоне выиграла серебряную медаль в смешанной эстафете 400 + 300 + 200 + 100 метров на чемпионате России по эстафетному бегу в Сочи.
На чемпионате России 2010 года в Саранске вновь победила в эстафете 4 × 100 метров.
В 2011 году уже под фамилией Кайгородова выиграла бронзовую медаль в эстафете 4 × 100 метров на чемпионате России в Чебоксарах (позже в связи с дисквалификацией команды Москвы переместилась в итоговом протоколе на вторую позицию). Принимала участие в Универсиаде в Шэньчжэне — в беге на 200 метров завоевала бронзовую награду, в то время как в эстафете 4 × 100 метров стала шестой. По окончании сезона завершила спортивную карьеру.
За выдающиеся спортивные достижения удостоена почётного звания «Мастер спорта России международного класса».
Впоследствии постоянно проживала в Ижевске, работала тренером-преподавателем в Удмуртском государственном университете, тренером по физической подготовке в женском футбольном клубе «Торпедо».